# Giuseppe Giusto
Giuseppe Giusto – detto anche Pino – (Bari, 30 settembre 1961) è un allenatore di calcio ed ex calciatore italiano, di ruolo centrocampista.

## Carriera

### Giocatore
Centrocampista cresciuto nel Bari, inizia la sua carriera tra i professionisti in Serie C2 con il Monopoli nel 1981; dopo tre stagioni torna al Bari dove disputa due campionati di Serie B e nella stagione 1985-1986 colleziona 4 presenze in Serie A. Nel 1987 passa al Barletta in Serie B, dove rimane per due anni, poi alla Fidelis Andria per altri due anni in Serie C1, ed infine chiude la carriera da calciatore in Serie C2 al Bisceglie. Complessivamente, oltre alle 4 presenze in Serie A, ha totalizzato 89 presenze e 7 reti in 4 campionati di Serie B giocati a Bari e Barletta.

### Allenatore
La sua carriera da allenatore si svolge invece tra Serie C2, Serie D ed Eccellenza pugliese.